# Juhan Smuul
Juhan Smuul (né le 18 février 1922 à Koguva - mort le 13 avril 1971 à Tallinn) est un écrivain soviétique estonien,. Jusqu'en 1954 il utilise le nom de plume Johannes Juhan Smuul. Smuul est l'écrivain officiel du régime soviétique en Estonie. Membre du PCUS depuis 1950.
En 1965, il est nommé écrivain du peuple de la République socialiste soviétique d'Estonie.

## Biographie
Juhan Smuul nait dans un ferme du village de  Koguva sur l'île de Muhu. De 1930 à 1936 il fréquente l'école primaire de Piiri. Puis il entre l'École d'agriculture de Jäneda mais la maladie l'oblige à interrompre sa formation pour être opéré à Tartu. 
Après le déclenchement de la Seconde Guerre mondiale et l'occupation de l'Estonie par l'Union soviétique, Juhan Smuul est enrôlé dans l'Armée rouge mais en raison de sa maladie ne peut combattre au front. En 1944, il est démobilisé de l'armée rouge.
Juhan Smuul devient le rédacteur en chef du journal communiste estonien Rahva Hääl («La Voix du Peuple»). En outre, il a été brièvement rédacteur en chef des parutions communistes Sirp ja Vasar ("Faucille et marteau") et Pioneer à Tallinn. 
De 1951 à 1953, il est vice-président des Union des écrivains de l'Estonie soviétique puis président de l'Union des écrivains de la RSS d’Estonie.
Dans son travail Smuul a toujours confirmé  son adhésion à l'idéologie communiste. On connaît bien son Poeem Stalinile (Poème à Staline) de 1949. 
En outre, la mer était l'une des principales sources de son inspiration et il est resté très attaché à son île natale Muhu.
En 1955, comme journaliste et écrivain, il prend part à une expédition en bateau de pêche dans l'Atlantique Nord. En 1957-1958, il participe à une expédition polaire dans l’Antarctique. En 1959 il est sur un navire de recherche en mer du Japon et en 1960 il fait partie d'une expédition au Spitzberg.
En plus de sa carrière littéraire, il a été membre du Soviet suprême de l'Union soviétique et du Soviet suprême de la République socialiste soviétique d'Estonie.
Juhan Smuul est enterré au cimetière boisé de Tallinn.
Le prix littéraire de la RSS d'Estonie Juhan Smuul est instauré en 1970. Parmi ses lauréats on retrouve Eno Raud (1970, littérature d'enfance et de jeunesse), Jaan Kross (1972, catégorie poésie), Jaan Rannap (1972, littérature d'enfance et de jeunesse), Johannes Semper (1973, catégorie poésie), Enn Vetemaa (1973, dramaturgie). Le prix est supprimé après la dislocation de l'URSS.

## Ouvrages
Smuul écrit des nouvelles souvent basées sur la vie dans l'île de Muhu. 
Il écrit aussi plusieurs récits de voyage dont le plus connu est Le livre gelé (Jäine raamat) à propos d'une expédition soviétique en Antarctique. 

### Nouvelles
- Tormi poeg (1947)
- Järvesuu poiste brigaad (1948)
- Poeem Stalinile (1949)[3]
- Mina – kommunistlik noor (1953)
- Kirjad Sõgedate külast (1955)
- Jäine raamat (1959)
- Jaapani meri, detsember (1963)
- Muhulaste imelikud juhtumused Tallinna juubelilaulupeol (1957)
- Muhu monoloogid (1968)
- Karm noorus (1946)
- Et õunapuud õitseksid (1951)
- Mere ja taeva vahel (1959)
- Atlandi ookean (1957)
- Lea (1960)
- Kihnu Jõnn ehk Metskapten (1965)
- Polkovniku lesk ehk Arstid ei tea midagi (1965)
- Enne kui saabuvad rebased (Pingviinide elu) (1969)

### Scénarios
- 1966 : Kirjad Sõgedate külast de Sulev Nõmmik, coécrit avec Enn Vetemaa
- 1967 : Keskpäevane praam de Kaljo Kiisk
- 1971 : Metskapten de Kalju Komissarov
- 1979 : Siin me oleme! de Sulev Nõmmik, coécrit avec Enn Vetemaa

## Prix et récompenses
- Ordre de l'Insigne d'honneur
- Prix Staline (1952), pour le recueil Vers. Poèmes (1951)
- Ordre du Drapeau rouge du Travail (30.12.1956)
- Prix Lénine (1961)
- Ordre de Lénine (28.10.1967)